# Waggonfabrik Wismar Typ Lüneburg
Der Typ Lüneburg ist ein zweiachsiger Dieseltriebwagen, der in zwei Exemplaren von der Waggonfabrik Wismar gebaut wurde.

## Geschichte
Die Waggonfabrik Wismar hatte in Zusammenarbeit mit dem Landeskleinbahnamt der Provinz Hannover mit den Typ Hannover einen ersten Triebwagen in Leichtbauweise entwickelt. Der Typ Lüneburg war eine leistungsfähigere Variante, die 1934 in zwei Exemplaren gebaut wurde.
Ein Triebwagen ging an die Kleinbahn Lüneburg-Soltau als S.K. 2, ein weiterer an die Meppen-Haselünner Eisenbahn (MHE) als T2.
Nach der Bildung der OHE wurde der Triebwagen der ehemaligen Kleinbahn Lüneburg–Soltau auch auf anderen Strecken der OHE eingesetzt. Er wurde 1958 bis 1960 grundlegend modernisiert. Nach Einstellung des fahrplanmäßigen Personenverkehrs auf der OHE blieb er für den Ausflugsverkehr erhalten, bis er im Jahr 2006 abgestellt wurde.
Ende 2006 erwarb die Ilmebahn das Fahrzeug und nahm es 2007 wieder in Betrieb. Unter den Namen „Ilmeblitz“ stand er für Sonderfahrten zur Verfügung. 2019 kaufte die Arbeitsgemeinschaft Verkehrsfreunde Lüneburg den Triebwagen und setzte ihn für Sonderfahrten ein. Im Mai 2024 wurde er abgestellt.
Der Triebwagen der MHE wurde 1943 bei einem Bombenangriff zerstört.

## Konstruktive Merkmale
Der Triebwagen war in Leichtbauweise erstellt. Der Motor saß unterflur und trieb über eine Kardanwelle eine Achse an. Die Achsen waren als Lenkachsen ausgeführt.
Bei Auslieferung hatte der Lüneburger Triebwagen keine Zug- und Stoßvorrichtungen, sie wurden Anfang der 1950er Jahre  nachgerüstet. Der Triebwagen der MHE hatte von Beginn an normale Zug- und Stoßvorrichtungen. Wie der Typ Hannover verfügte er über Trommelbremsen.
Für das größere Gepäck gab es eine Gepäckgalerie auf dem Dach.
Bei der Modernisierung des OHE DT 0511 wurden die Achsen gegen solche mit größeren Radscheiben getauscht, er erhielt außerdem eine normale Westinghouse-Schienenbusbremse. Der Daimler-Benz-Motor wurde gegen einen Deutz-Motor getauscht, auch ein neues Getriebe gab es.
Für den Innenraum gab es eine Webasto-Heizung.
Farblich war der OHE Triebwagen zunächst beige-rot. Nach dem Umbau war er rot mit silberfarbenen Dach. Für den Ausflugsverkehr wurde er 1976 wieder beige-rot lackiert. Bei der Ilmebahn erhielt er wieder eine rote Lackierung mit beigefarbenen Dach.